# México en los Juegos Olímpicos de Calgary 1988
México estuvo representado en los Juegos Olímpicos de Calgary 1988 por once deportistas, diez hombres y una mujer, que compitieron en cuatro deportes.
El portador de la bandera en la ceremonia de apertura fue el patinador artístico Riccardo Olavarrieta. El equipo olímpico mexicano no obtuvo ninguna medalla en estos Juegos.

## Medallero
|        | Oro | Plata | Bronce | Total |
| ------ | --- | ----- | ------ | ----- |
| México | 0   | 0     | 0      | 0     |

−	

## Resultados por evento

### Bobsleigh
México compitió por segunda vez en la historia en el bobsleigh olímpico, 60 años después de presentarse por primera ocasión en los Juegos Olímpicos de 1928.
| Trineo | Atletas                         | Evento  | Carrera 1 | Carrera 1 | Carrera 2 | Carrera 2 | Carrera 3 | Carrera 3 | Carrera 4 | Carrera 4 | Total   | Total    |
| Trineo | Atletas                         | Evento  | Tiempo    | Posición  | Tiempo    | Posición  | Tiempo    | Posición  | Tiempo    | Posición  | Tiempo  | Posición |
| ------ | ------------------------------- | ------- | --------- | --------- | --------- | --------- | --------- | --------- | --------- | --------- | ------- | -------- |
| MEX-1  | Jorge Tamés José Tamés          | Two-man | 1:01.58   | 40        | 1:02.39   | 38        | 1:03.44   | 37        | 1:02.67   | 36        | 4:10.08 | 36       |
| MEX-2  | Roberto Tamés Luis Adrián Tamés | Two-man | 1:01.56   | 39        | 1:01.84   | 37        | 1:03.76   | 38        | 1:02.93   | 38        | 4:10.09 | 37       |

### Esquí de fondo
Esta fue la primera vez en la historia que México participó en una prueba de Esquí de fondo olímpico.
Men
| Evento  | Atleta                    | carrera   | carrera  |
| Evento  | Atleta                    | Tiempo    | Posición |
| ------- | ------------------------- | --------- | -------- |
| 15 km C | Roberto Ado Alvárez Hojel | 1'01:26.4 | 84       |
| 30 km C | Roberto Ado Alvárez Hojel | 2'09:34.8 | 85       |
| 50 km L | Roberto Ado Alvárez Hojel | 3'22:25.1 | 61       |

C = Estilo clásico, L = Estilo libre

### Esquí alpino
Con cuatro esquiadores, México estableció un récord de competidores en esta disciplina olímpica. Fue la segunda de seis participaciones de Hubertus von Hohenlohe.
Varonil
| Atleta                 | Evento          | Carrera 1 | Carrera 2 | Total   | Total    |
| Atleta                 | Evento          | Tiempo    | Tiempo    | Tiempo  | Posición |
| ---------------------- | --------------- | --------- | --------- | ------- | -------- |
| Hubertus von Hohenlohe | Descenso        |           |           | 2:12.58 | 43       |
| Patrice Martell        | Súper G         |           |           | 2:10.69 | 53       |
| Alex Christian Benoit  | Súper G         |           |           | 2:05.80 | 49       |
| Hubertus von Hohenlohe | Súper G         |           |           | 1:56.03 | 42       |
| Carlos Pruneda         | Eslalon gigante | DNF       | –         | DNF     | –        |
| Patrice Martell        | Eslalon gigante | n/a       | DNF       | DNF     | –        |
| Alex Christian Benoit  | Eslalon gigante | 1:22.35   | 1:19.10   | 2:41.45 | 57       |
| Hubertus von Hohenlohe | Eslalon gigante | 1:18.86   | 1:15.71   | 2:34.57 | 52       |
| Carlos Pruneda         | Eslalon         | 1:41.94   | DNF       | DNF     | –        |
| Alex Christian Benoit  | Eslalon         | 1:18.77   | 1:04.38   | 2:23.15 | 37       |
| Hubertus von Hohenlohe | Eslalon         | 1:07.36   | 1:00.57   | 2:07.93 | 30       |

Combinado varonil
| Atleta                 | Descenso | Eslalon  | Eslalon  | Total  | Total    |
| Atleta                 | Tiempo   | Tiempo 1 | Tiempo 2 | Puntos | Posición |
| ---------------------- | -------- | -------- | -------- | ------ | -------- |
| Hubertus von Hohenlohe | 1:57.42  | DSQ      | –        | DSQ    | –        |

### Patinaje Artístico
Esta fue la primera vez que México participó en el patinaje de figura en unos Juegos Olímpicos.
Diana Encinas se convirtió en la primera mujer en competir por México en unos Juegos Olímpicos de Invierno.
Varonil
| Atleta                      | CF | SP | FS  | TFP | Posición |
| --------------------------- | -- | -- | --- | --- | -------- |
| Ricardo Olavarrieta Navarro | 28 | 26 | DNQ | DNF | –        |

Femenil
| Atleta              | CF | SP | FS  | TFP | Posición |
| ------------------- | -- | -- | --- | --- | -------- |
| Diana Encinas Evans | 28 | 31 | DNQ | DNF | –        |